# 天工開物

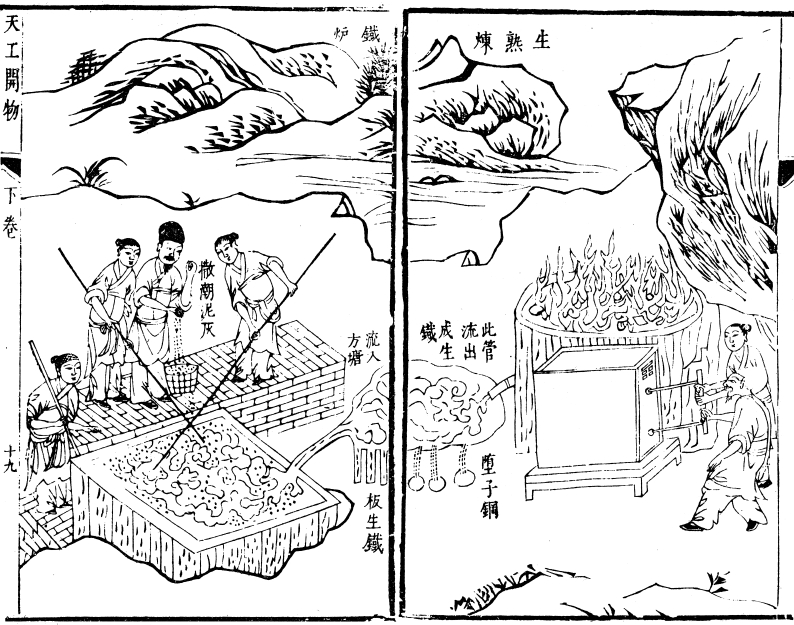
中国でのパドル法による錬鉄製造

製紙工程『天工開物』

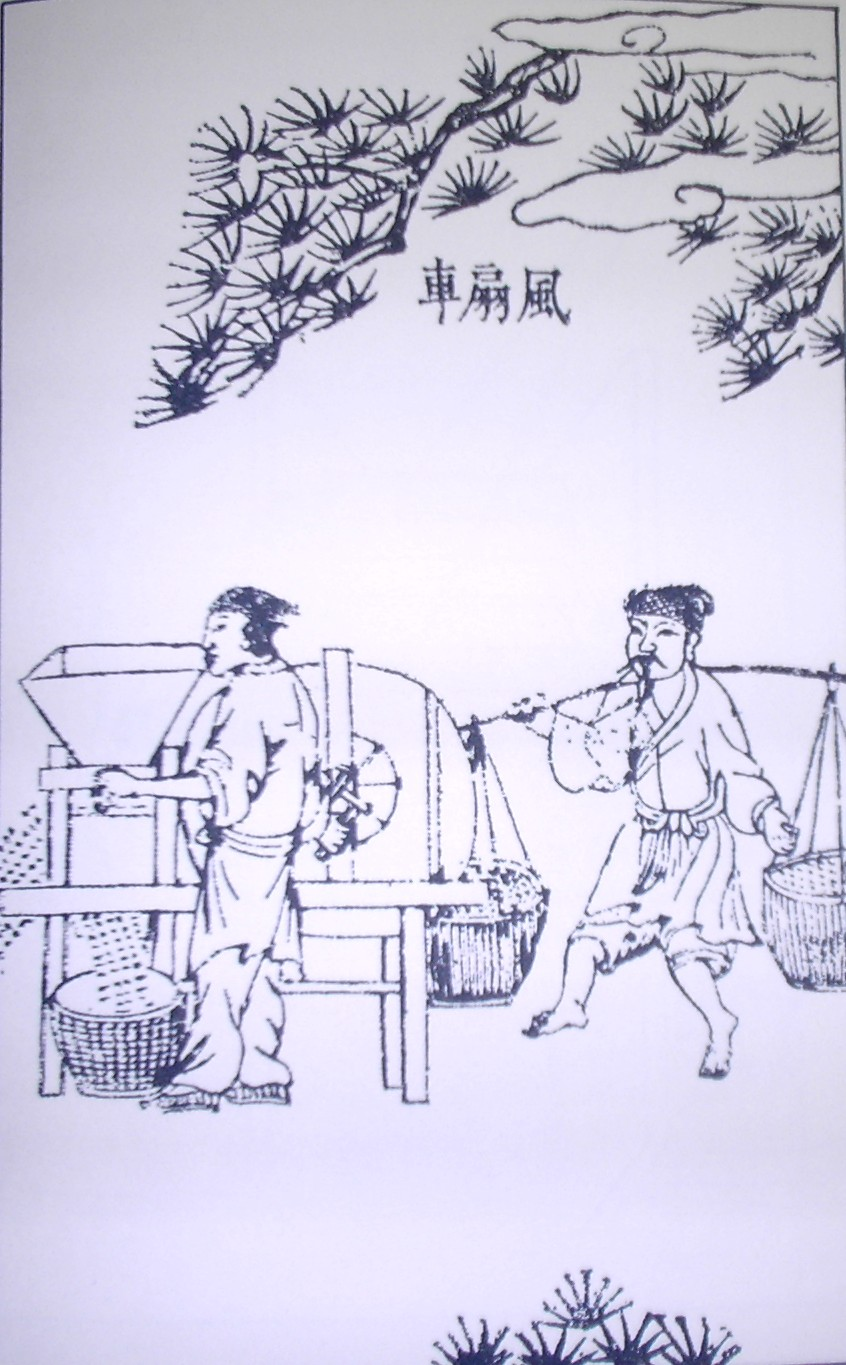
唐箕（風力を利用した穀物選別機）の挿絵

天工開物（てんこうかいぶつ）は中国の明末（17世紀）に宋応星によって書かれた産業技術書。「天工」は造化の巧み（自然の業）、「開物」は人間の巧みを意味する。中国の産業技術史を展望するための書籍として評価されている。

## 内容
『天工開物』の目次構成は、次の通り。序文で、「五穀を尊び金玉を卑しむ」順序だとしている。
- 上巻
  - 1. 穀類
  - 2. 衣服
  - 3. 染色
  - 4. 調製
  - 5. 製塩
  - 6. 製糖
- 中巻
  - 7. 製陶
  - 8. 鋳造
  - 9. 舟車
  - 10. 鍛造
  - 11. 焙焼
  - 12. 製油
  - 13. 製紙
- 下巻
  - 14. 精錬
  - 15. 兵器
  - 16. 朱墨
  - 17. 醸造
  - 18. 珠玉

## 刊行と伝来
『天工開物』は明末期の1637年に刊行されたと考えられている。続く清の時代にも中国国内ではほとんど評価されず、散逸してしまった。
一方、日本では1708年（宝永5年）に貝原益軒の『大和本草』などに引用され、また木村蒹葭堂が秘蔵していたという。1771年（明和8年）には訓点と添え仮名の施された和刻本が出版された。平賀源内も読んだといわれる。
中国では1912年の中華民国建国後、地質学者の丁文江が探していたところに、日本に留学して地質学を学んでいた章鴻釗が持ち帰ったことが契機となり、再評価されるようになった。

## 文献
- 宋応星『天工開物』薮内清訳注、平凡社東洋文庫、1969年。Kindle版も刊
  - 改訂新版『天工開物』平凡社ライブラリー、2022年。同上
- 『天工開物3卷』 - 国立国会図書館デジタルコレクション

共同研究
- 薮内清編『天工開物の研究』京都大学人文科学研究所研究報告、恒星社厚生閣、1953年